# Chaquiloc
Chaquiloc är en ort i Mexiko.   Den ligger i kommunen Huixtán och delstaten Chiapas, i den sydöstra delen av landet, 800 km öster om huvudstaden Mexico City. Chaquiloc ligger 1 992 meter över havet och antalet invånare är 178.
Terrängen runt Chaquiloc är huvudsakligen kuperad. Chaquiloc ligger nere i en dal. Runt Chaquiloc är det glesbefolkat, med 17 invånare per kvadratkilometer. Närmaste större samhälle är Teopisca, 17,1 km söder om Chaquiloc. I omgivningarna runt Chaquiloc växer huvudsakligen savannskog.